# Farini
Farini (I Farein [ˌifaˈɾəi], [ˌifaˈɾẽ] o [ˌifaˈɾɛ̃] nelle varietà piacentine) è un comune italiano di 1 041 abitanti della provincia di Piacenza in Emilia-Romagna. Si trova tra la val Nure e la val Perino sull'Appennino ligure.

## Geografia fisica
Il comune di Farini si estende in un'area prevalentemente montana tra la val Nure, dove, in posizione baricentrica rispetto al territorio comunale, è situato il capoluogo, nonché la gran parte del territorio comunale, che risulta essere divisa in due parti di estensione analoga dal corso del torrente Nure, e la val Perino, percorsa dall'omonimo torrente affluente del fiume Trebbia, dove si trova la frazione di Pradovera.
Sulla sponda sinistra del torrente Nure si trovano nel territorio comunale i monti Osero, alto 1301 m s.l.m., Rocchetta, alto 1111 m s.l.m., Piatello, alto 1222 m s.l.m., Albareto, alto 1257 m s.l.m., e Aserei, alto 1432 m s.l.m., che è la vetta più alta del territorio comunale. In questa zona scorrono due affluenti del Nure, il Rio Rossana e il torrente Lobbia. Sul versante opposto, invece, i monti principali sono il monte Santa Franca, alto 1317 m s.l.m., il monte Menegosa, alto 1356 m s.l.m., e il monte Morfassina, alto 1336 m s.l.m., che si trovano al confine con il comune di Morfasso, nei pressi dello spartiacque con la val d'Arda. In questa parte del territorio comunale scorrono i torrenti Lavaiana e Lardana, entrambi affluenti del Nure.

### Clima
Farini, così come tutta la parte montana della provincia di Piacenza, presenta un clima temperato fresco, che si discosta dal clima continentale delle zone pianeggianti a causa dell'influenze del mar Ligure.
Di seguito si riporta la tabella con le temperature massime e minime mensili riscontrate nella stazione meteorologica di Farini.
| Farini             | Mesi | Mesi | Mesi | Mesi | Mesi | Mesi | Mesi | Mesi | Mesi | Mesi | Mesi | Mesi | Stagioni | Stagioni | Stagioni | Stagioni | Anno |
| Farini             | Gen  | Feb  | Mar  | Apr  | Mag  | Giu  | Lug  | Ago  | Set  | Ott  | Nov  | Dic  | Inv      | Pri      | Est      | Aut      | Anno |
| ------------------ | ---- | ---- | ---- | ---- | ---- | ---- | ---- | ---- | ---- | ---- | ---- | ---- | -------- | -------- | -------- | -------- | ---- |
| T. max. media (°C) | 4,6  | 6,5  | 11,4 | 15,8 | 19,9 | 24,5 | 27,9 | 25,7 | 22,2 | 16,1 | 10,4 | 6,2  | 5,8      | 15,7     | 26,0     | 16,2     | 15,9 |
| T. min. media (°C) | −2,5 | −1,5 | 2,0  | 6,1  | 9,8  | 13,1 | 15,4 | 14,5 | 12,3 | 8,3  | 3,2  | −0,5 | −1,5     | 6,0      | 14,3     | 7,9      | 6,7  |

## Storia
La zona di Farini è abitata sin dal mesolitico, ciò è testimoniato dai ritrovamenti di oggetti in diaspro e selce nella zona dello spartiacque tra Trebbia e Nure. Successivamente, la zona viene colonizzata dai romani di cui sono stati ritrovati reperti nei pressi di Montereggio, Mareto e Nicelli.

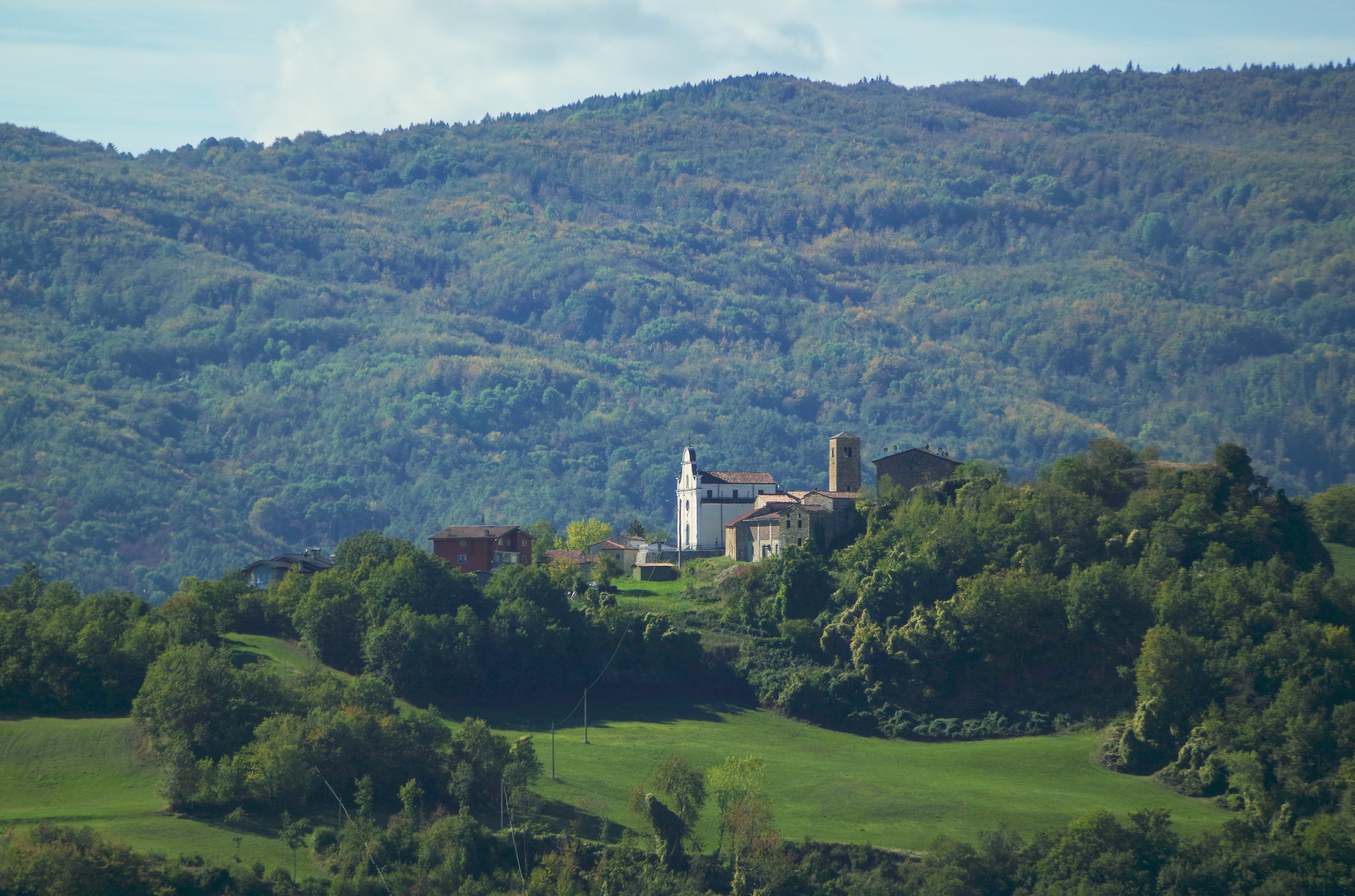
Il borgo di Cogno San Savino

Nel Medioevo la zona di Farini è dominata dalla famiglia Nicelli: secondo un manoscritto ottocentesco la fortezza dell'omonimo borgo è donata ad un membro della famiglia Nicelli in seguito alla sua presenza al fianco dell'imperatore nella campagna per catturare il re longobardo Desiderio. Un contratto risalente al 999 riporta che un certo conte Ugo come possidente a Cogno San Savino, mentre nel 1047 questa stessa zona è contesa tra il monastero di San Savino ed il cenobio di Bobbio. Nel 1207 il signore di questa zona è Lanfranco Nicelli, mentre nel 1514 il castello di Cogno è sottomesso a Cristoforo Nicelli.
Con la creazione dei comuni in seguito alla presenza napoleonica, la zona di Farini viene divisa tra i comuni di San Giovanni e San Bernardino, che, successivamente, verranno uniti per formare il comune di Bettola: da San Giovanni dipendono Mareto, Cogno San Savino e Cogno San Bassano, mentre da San Bernardino dipendono Groppallo e Boccolo Noce. La frazione di Pradovera, posta in val Perino, viene, invece, assegnata al comune di Coli.
Nel 1867, con il regio decreto 4066, pubblicato in gazzetta ufficiale il 17 novembre, su impulso delle famiglie della zona ed, in particolare, di Giuseppe Zanellotti di Cogno S. Savino, che sarebbe in seguito diventato il primo sindaco del comune, e di don Luigi Galli, arciprete di Groppallo, viene costituito il nuovo comune di Farini d'Olmo, distaccando dai due comuni bettolesi le frazioni di Groppallo, Boccolo della Noce, Cogno San Savino, Cogno San Bassano, Mareto, Gallare, Migliorini, Groppo, Assé e Farini d’Olmo oltreché la frazione di Pradovera appartenente al comune di Coli. Il nuovo comune diventa, poi, operativo a partire dal successivo 1º gennaio 1868.
Nel 1926 la frazione Montereggio, le località Le Moline, Castello, La Cà, Fornelli, Cà dei Ratti, Piano dei Molini, Ca' dell'Oste, Pesche, Orlandazzo, Manfredello, Sidoli e la dorsale ovest della costa della Strinata sino allo spartiacque, fino a quel momento parte del comune di Boccolo dei Tassi, che era stato distaccato dalla provincia di Piacenza ed aggregato alla provincia di Parma 3 anni prima, vengono aggregate al comune di Farini d'Olmo.
Nel 1932 il vescovo di Piacenza Ersilio Menzani concede la costituzione di una nuova parrocchia a Farini: la chiesa parrocchiale, dedicata a san Giuseppe, viene, poi, costruita tra il 1949 ed il 1955.
Nel 1980 il nome del comune viene modificato da Farini d'Olmo a Farini.
Nella notte fra il 14 e il 15 settembre 2015 Farini, così come un'ampia parte della val Nure viene devastata dalle esondazione del Nure, dovuta al maltempo e ad ammassi di detriti, che causa danni ingenti al capoluogo comunale sventrando alcune abitazioni e trascinando via diverse automobili.
Il 23 dicembre 2015 il consiglio comunale delibera l'invio alla regione di un'istanza per l'avvio del procedimento di fusione con i comuni di Bettola e Ferriere; il 22 febbraio 2016 la giunta regionale approva la proposta di legge riguardante la fusione dei comuni. Il successivo 12 luglio l'assemblea legislativa approva la proposta di legge sull'indizione di un referendum consultivo, poi deliberato con decreto del presidente della giunta regionale e fissato per il 16 ottobre. Il referendum vede la vittoria del no in tutti e tre i comuni con una percentuale del 67,45 % a Bettola, del 52,64 % a Farini e del 75,12% a Ferriere, bloccando, così, l'avanzamento della proposta di fusione.

## Monumenti e luoghi d'interesse

### Architetture religiose
Chiesa della Beata Vergine assuntaSituata a Groppallo, sulla cima del monte Castellaro, in posizione dominante sulla frazione. Originariamente eretta intorno al XV secolo e posta alle dipendenze della pieve di Centenaro, venne ricostruita tra il 1913 e il 1918. Nella ricostruzione, l'edificio originario fu inizialmente inglobato in quello nuovo per, poi, venire smantellato. Nel 1966 venne aggiunto un pronao in pietra con archi a tutto sesto progettato dall'architetto Pietro Berzolla. Presenta una facciata a capanna realizzata in pietra e una struttura basilicale a navata unica con volte a botte.
Torre di Sant'AntoninoTorre merlata situata a Selva di Groppallo; originariamente utilizzata come campanile della chiesa di Sant'Antonino, citata già il IV e il VII secolo d.C. della quale è l'unica parte superstite.Stante la sua funzione religiosa e non militare, la merlatura presente sulla torre è probabilmente il resto di una copertura della sommità dell'edificio e non una vera e propria merlatura. Rimasta in una condizione di degrado e incuria, la torre è stata completamente ristrutturata negli anni 2010.

### Architetture militari
Castello di PradoveraCitata per la prima volta nel 1257 come di proprietà del comune di Piacenza, fu, in seguito perso e riconquistato da Oberto Pallavicino prima di essere di nuovo ceduto al comune di Piacenza nel 1271. Nel 1438 Pradovera venne elevato in feudo dal duca di Milano Filippo Maria Visconti e concesso alla famiglia Anguissola che lo tenne fino al 1473 quando Galeazzo Maria Sforza ne confiscò tutti i beni concedendoli a Antonio Caracciolo. Nel 1519 il castello venne conquistato da Pier Maria Scotti, contro di lui marciarono quindi un migliaio di uomini provenienti da Piacenza, Lodi, Alessandria e Cremona che conquistarono il forte e lo distrussero. Il castello venne poi ricostruito e nel 1636 resistette ad un assalto condotto dalle truppe spagnole. Del castello, che già nel Settecento era caduto in rovina, rimangono solamente alcuni resti sopra uno sperone roccioso.
Torre GhezziTorre di origine romanica situata a Cogno San Bassano costruita probabilmente per ospitare le milizie armate di stanza nella frazione. La costruzione presenta un ingresso con una lunetta in pietra decorata dallo stemma della famiglia Nicelli che ne fu proprietaria e da una scritta illeggibile a causa dell'azione del tempo; su di un altro lato, invece, si trova un secondo accesso, che dà sul primo piano, dotto di piedritti e archivolto in pietra.
Torre dei NicelliTorre dotata di feritoie trasversali strombate che è l'ultima parte superstite di un più ampio castello di proprietà dell'omonima famiglia nobiliare che traeva le proprie origini in questa località e che fu citato per la prima volta nel 1207 come appartenente a Lanfranco Nicelli. La località fu poi abbandonata dalla famiglia quando, a seguito dell'accrescimento della propria potenza, essa decise di spingersi più a valle nella zona di Bettola.
Torre di ManfredelloTorre di guardia che sorge isolata in località Ca' dell'Oste, non lontano dalla frazione di Montereggio nei boschi nelle vicinanze del monte Burrasca, originariamente parte di un più ampio fortilizio avente la funzione di controllo della viabilità intervalliva. Essa appartenne probabilmente a una tra le famiglia Nicelli e Landi.
Torre di TornaraTorre situata a 3 km da Groppallo e menzionata in un documento risalente al 1576 in cui veniva riportato il nome del suo occupante, Leonardo Cavanna Pacchiarotti. La torre, edificata completamente in sasso e coperta, poi, con lastre di ardesia, presenta una base quadrata e originariamente si elevava per 4 piani, l'ultimo dei quali venne distrutto a seguito di un incendio.

## Società

### Evoluzione demografica
Abitanti censiti

## Cultura

### Eventi
- Fiera di San Giuseppe, organizzata in marzo in occasione della ricorrenza del santo patrono del comune[35].
- Festa della torta di patate, organizzata tra aprile e maggio e dedicata alla torta di patate[36], prodotto tipico dell'alta val Nure riconosciuto come De.Co dal comune di Farini[37].
- Rassegna provinciale del Cavallo Bardigiano[38].

## Infrastrutture e trasporti

### Strade
Il comune è attraversato da nord a sud dalla strada statale 654 di Val Nure che permette il collegamento con il capoluogo di provincia verso nord e con la riviera ligure verso sud. Il territorio è attraversato dalla strada provinciale 8 di Bedonia che si dirama dalla strada statale 654 in località Cantoniera e, attraverso il passo delle Pianazze, conduce in val Ceno, dalla strada provinciale 51 di Groppallo che dirama dalla strada statale 654 nei pressi del capoluogo, raggiunge Groppallo e, poi, il passo Linguadà, oltre il quale continua come strada provinciale della provincia di Parma fino a Bardi, dalla strada provinciale 61 di Monecari che congiunge la sp 8 con la sp 51 e dalle strade provinciali 57 e 57 bis dell'Aserey che, diramandosi dalla strada statale 654 nel capoluogo permettono di raggiungere il passo della Cappelletta, valicando in val Perino e, da, qui, la val Trebbia attraverso il passo di Santa Barbara, oltreché la frazione di Mareto (sp 57 bis).

## Amministrazione
Di seguito è presentata una tabella relativa alle amministrazioni che si sono succedute in questo comune.
| Periodo          | Periodo          | Primo cittadino   | Partito                                                               | Carica  | Note  |
| ---------------- | ---------------- | ----------------- | --------------------------------------------------------------------- | ------- | ----- |
| 7 settembre 1985 | 30 novembre 1989 | Luigi Cavanna     | Democrazia Cristiana                                                  | Sindaco | [ 1 ] |
| 30 novembre 1989 | 23 maggio 1990   | Gianfranco Squeri | Democrazia Cristiana                                                  | Sindaco | [ 1 ] |
| 23 maggio 1990   | 10 maggio 1993   | Gianfranco Squeri | Democrazia Cristiana                                                  | Sindaco | [ 1 ] |
| 31 maggio 1993   | 24 aprile 1995   | Claudio Maschi    | Democrazia Cristiana                                                  | Sindaco | [ 1 ] |
| 24 aprile 1995   | 14 giugno 1999   | Claudio Maschi    | Centro                                                                | Sindaco | [ 1 ] |
| 14 giugno 1999   | 14 giugno 2004   | Claudio Maschi    | Lista civica                                                          | Sindaco | [ 1 ] |
| 14 giugno 2004   | 8 giugno 2009    | Antonio Mazzocchi | Lista civica                                                          | Sindaco | [ 1 ] |
| 8 giugno 2009    | 26 maggio 2014   | Antonio Mazzocchi | Lista civica Uniti per Farini                                         | Sindaco | [ 1 ] |
| 26 maggio 2014   | 27 maggio 2019   | Antonio Mazzocchi | Lista civica Uniti per Farini                                         | Sindaco | [ 1 ] |
| 27 maggio 2019   | 9 giugno 2024    | Cristian Poggioli | Lista civica Uniti per Farini                                         | Sindaco | [ 1 ] |
| 9 giugno 2024    | in carica        | Marco Paganelli   | Lega, Fratelli d'Italia, Forza Italia - PPE e lista civica '24 Farini | Sindaco | [ 1 ] |

### Gemellaggi
- Nogent-sur-Marne, dal 1983[40].

### Altre informazioni amministrative
Farini faceva parte della comunità Montana valli del Nure e dell'Arda, la cui sede era situata in piazza Colombo a Bettola, fino alla sua chiusura avvenuta nel 2013. In seguito allo scioglimento, Farini è entrata a far parte dell'Unione Montana alta val Nure insieme a Bettola, Ferriere e Ponte dell'Olio.